# Kapselsteel

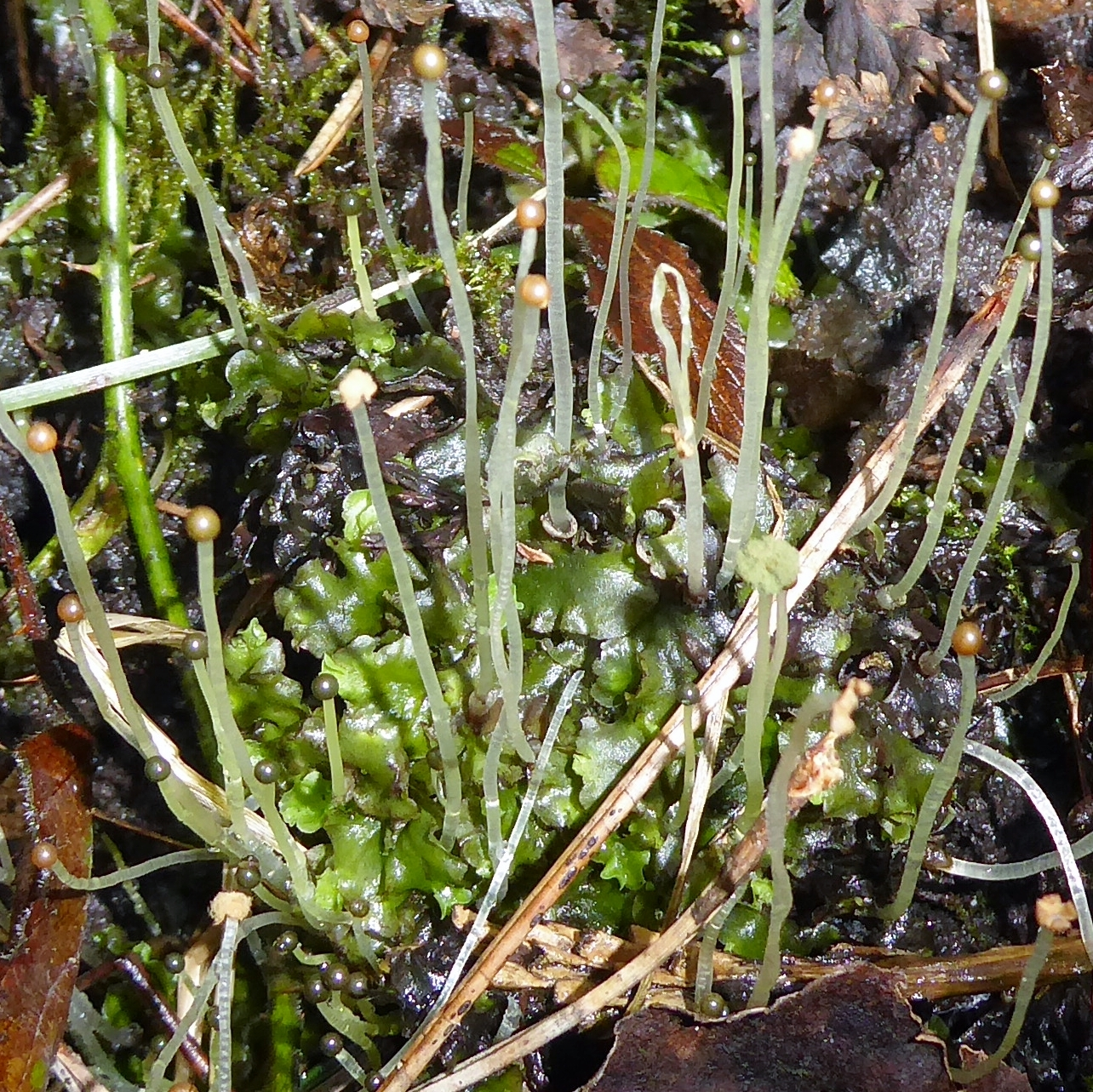
Het thalleuze levermos Pellia epiphylla, sporenkapsels met vrijwel kleurloze kapselsteel.

De kapselsteel ofwel seta is bij mossen het deel van de sporofyt dat het kapsel draagt. 
Bij levermossen is de kapselsteel kleurloos en kortlevend en strekt zich pas vlak voor loslaten van rijpe sporen.
Bij mossen is de kapselsteel langer levend en met bladgroen en strekt zich al vroeg tijdens ontwikkeling voor de sporerijping. Bij sommige soorten kan de seta een functie hebben bij de verbreiding van de sporen doordat ze hygroscopische bewegingen maken (bv. bij gewoon krulmos).
Bij de hauwmossen ontbreekt een kapselsteel.